# Gave de Larrau
Le gave de Larrau est une rivière torrentielle de Haute-Soule au Pays basque français. Il constitue la branche ouest du Saison ou gave de Mauléon.

## Géographie
Le gave de Larrau naît à Logibar de la réunion de l'Olhadoko erreka qui s'écoule dans le cañon de Holzarte en provenance du port de Larrau, et du Zurkaitzegiko erreka en provenance du versant nord du pic d'Orhy et plus précisément du col d'Iratzabaleta.
Le gave de Larrau devient le Saison à partir de sa confluence avec l'Uhaïtxa, à Licq-Athérey.

## Départements et principaux villages traversés
Pyrénées-Atlantiques : Larrau

## Principaux affluents
Outre les nombreux affluents du Zurkaitzegiko erreka et de l'Olhadoko erreka, on peut mentionner l'Ahuntzolako erreka.